# NGC 1632
NGC 1632 é uma galáxia espiral (Sa) localizada na direcção da constelação de Eridanus. Possui uma declinação de -09° 27' 21" e uma ascensão recta de 4 horas, 39 minutos e 58,5 segundos.
A galáxia NGC 1632 foi descoberta em 1886 por Frank Müller.